# Trolleybus d'Omsk
Le trolleybus d'Omsk (en russe : Омский троллейбус) est un des systèmes de transport en commun d'Omsk, dans l'oblast d'Omsk, en Russie.